# Begonia neoharlingii
Espèce
Statut de conservation UICN

 VU D2 : Vulnérable
Begonia neoharlingii est une espèce de plantes de la famille des Begoniaceae.
Elle a été décrite en 1985 par Lyman Bradford Smith (1904-1997) et Dieter Carl Wasshausen (1938-…).